# Керимов, Сайяд Али оглы
Сайяд Али оглы Керимов 
(азерб. Kərimov Səyyad Əli oğlu; род. 18 мая 1961) — судья Верховного суда Азербайджана.

## Биография
Родился 18 мая 1961 года. В 1987 году окончил Бакинский государственный университет.
В 1979 году являлся рабочим на фабрике «ТбилисиГрузТрикотаж». В 1982 году являлся рабочим на Тбилисской трикотажной фабрике.
С 1987 по 1991 являлся старшим юридическим консультантом на виноградном заводе «Türkan».
В 1991 году являлся адвокатом Абшеронского районного отдела Коллегии адвокатов Азербайджанской ССР.
С 1991 по 1994 год работал в Министерстве внутренних дел.
С 1994 по 1997 год являлся заместителем начальника отдела административного и военного законодательства секретариата Верховного Совета Азербайджана.
С 1997 по 2020 год являлся заместителем начальника отдела административного и военного законодательства аппарата парламента Азербайджана.
С 2020 по 2021 год являлся заместителем начальника отдела государственного строительства, административного и военного законодательства аппарата парламента Азербайджана.
Государственный советник 3 ранга.
Судья административной коллегии Верховного суда Азербайджана (с 21 мая 2021).

## Награды
- Медаль «Прогресс» (11 февраля 2023)[2]